# (5438) Lorre
(5438) Lorre (1990 QJ) – planetoida z pasa głównego asteroid okrążająca Słońce w ciągu 4,56 lat w średniej odległości 2,75 j.a. Odkryta 18 sierpnia 1990 roku.